# Postdienste-Datenschutzverordnung
Der Verordnung über den Datenschutz bei der geschäftsmäßigen Erbringung von Postdiensten (PDSV) waren alle deutschen Postdienstleister unterworfen. Sie regelte den Schutz personenbezogener Daten der am Postverkehr Beteiligten bei der Erhebung, Verarbeitung und Nutzung dieser Daten durch Unternehmen und Personen, die geschäftsmäßig Postdienste erbringen oder an der Erbringung solcher Dienste mitwirken. Daten über juristische Personen sind personenbezogenen Daten gleichgestellt.

## Inhalt der Verordnung
- soweit diese Verordnung, das Postgesetz oder andere besondere Rechtsvorschriften keine anderen Regelungen enthalten gelten die Vorschriften des Bundesdatenschutzgesetzes.
- Diensteanbieter dürfen die Erbringung von Postdiensten nicht von der Einwilligung des Beteiligten in die Verarbeitung oder Nutzung der Daten für andere Zwecke als die der Erbringung und Abrechnung des Postdienstes abhängig machen.
- Von Diensteanbietern gespeicherte Daten der Beteiligten dürfen nur mit deren Einwilligung an Dritte übermittelt werden.
- Diensteanbieter können von am Postverkehr Beteiligten verlangen, sich über ihre Person durch Vorlage eines gültigen Personalausweises oder Passes oder durch Vorlage sonstiger amtlicher Ausweispapiere auszuweisen, wenn dies erforderlich ist, um die ordnungsgemäße Ausführung des Postdienstes sicherzustellen.